# Lezey
Lezey település Franciaországban, Moselle megyében. Lakosainak száma 90 fő (2022. január 1.). Lezey Bezange-la-Petite, Juvelize, Ley, Marsal, Moncourt és Xanrey községekkel határos.

## Népesség
A település népességének változása:
| Lakosok száma | 131  | 110  | 91   | 118  | 98   | 98   | 100  | 94   | 91   | 90   |
|               | 1968 | 1982 | 1990 | 2006 | 2013 | 2015 | 2017 | 2019 | 2020 | 2022 |